# Hamilton Green
Hamilton Belal Green (Georgetown, 9 novembre 1934) è un politico guyanese.
È stato primo ministro della Guyana tra il 1985 e il 1992. È tuttora l'unico primo ministro musulmano mai eletto in Guyana, oltre che nelle Americhe.

## Vita

### Carriera nel PNC
È nato nel 1934, figlio del farmacista Wilfred Green e di sua moglie Edith Licorish.
Green è un sindacalista; attivo fin da giovane in politica, cominciò a ricoprire le prime cariche fin dal 1961. Membro del Congresso Nazionale del Popolo (o anche PNC, il partito dominante in Guyana), venne scelto come uno dei cinque vicepresidenti nel gabinetto di Forbes Burnham nell'ottobre 1980. Delfino di Burnham, pareva il suo più probabile successore; tuttavia nel 1984 venne scavalcato da Desmond Hoyte, che dopo la morte di Burnham divenne a sua volta presidente della Guyana.
Nonostante i frequenti contrasti con Hoyte, Green rimase primo ministro del paese dal 6 agosto 1985 al 9 ottobre 1992, quando il PNC perse per la prima volta le elezioni presidenziali (le prime completamente libere e scevre da brogli elettorali, sotto la diretta supervisione dell'ex-presidente degli Stati Uniti Jimmy Carter).

### Carriera in proprio
Nel marzo 1993 Green, dopo le ennesime divergenze con Hoyte (ancora a capo del PNC), venne espulso dal partito. In seguito, dopo aver fatto causa al PNC contestando la propria espulsione ritenendola illegittima, fondò un proprio movimento, Good and Green Guyana, che però sparì già nel 1997 a causa dei magri risultati elettorali.
Hamilton Green, nonostante avesse perso influenza a livello nazionale, era ancora molto importante a livello locale; essendo nativo di Georgetown, capitale della Guyana, riuscì ad esserne eletto sindaco in maniera continuativa dal 1994 al 2016.
Nonostante la sua fede islamica collabora attivamente con altre confessioni per lo sviluppo e la pace mondiale, come la Chiesa dell'Unificazione.